# Новодевиченское сельское поселение
Новодевиченское се́льское поселе́ние — муниципальное образование в Ельниковском районе Мордовии Российской Федерации.
Административный центр — село Новодевичье.

## История
Статус и границы сельского поселения установлены Законом Республики Мордовия от 1 декабря 2004 года № 97-З «Об установлении границ муниципальных образований Ельниковского муниципального района, Ельниковского муниципального района и наделении их статусом сельского поселения и муниципального района».
Законом от 17 мая 2018 года N 39-З Новоусадское и Старотештелимское сельские поселения и сельсоветы были упразднены, а входившие в их состав населённые пункты были включены в состав Новодевиченского сельского поселения и сельсовета с административным центром в селе Новодевичье.

## Население
| 2002 | 2010 | 2012 | 2013 | 2014 | 2015 | 2016 |
| ---- | ---- | ---- | ---- | ---- | ---- | ---- |
| 491  | ↘396 | ↘378 | ↘370 | ↘351 | ↘338 | ↘330 |
| 2017 | 2018 | 2019 | 2020 | 2021 |      |      |
| ↘319 | ↘308 | ↗739 | ↘726 | ↗794 |      |      |

## Состав сельского поселения
| №  | Населённый пункт            | Тип населённого пункта       | Население |
| -- | --------------------------- | ---------------------------- | --------- |
| 1  | Александровка               | деревня                      | ↘114      |
| 2  | Желтоноговские Выселки      | деревня                      | ↘4        |
| 3  | Карасевка                   | посёлок                      | ↘2        |
| 4  | Красная Горка               | посёлок                      | ↘21       |
| 5  | Краснофлотец                | село                         | ↘88       |
| 6  | Лысая Гора                  | село                         | ↘6        |
| 7  | Михайловка                  | посёлок                      | ↘1        |
| 8  | Новодевичье                 | село, административный центр | ↘268      |
| 9  | Новоканьгушанские Выселки   | деревня                      | ↘3        |
| 10 | Новопичингушанские Выселки  | деревня                      | ↘55       |
| 11 | Новоусадские Выселки        | село                         | ↘94       |
| 12 | Петровка                    | деревня                      | ↘14       |
| 13 | Старопичингушанские Выселки | деревня                      | ↗8        |
| 14 | Старотештелимские Выселки   | село                         | ↗318      |